# チャファリナス諸島
チャファリナス諸島 （スペイン語: Islas Chafarinas、アラビア語ラテン文字表記:Ya`fariyya）は、地中海にあるスペイン領の島々。北アフリカ・モロッコ沿岸からおよそ4km離れており、コングレソ島、イサベル2世島、レイ島の3島で構成されている。また、セウタ、メリリャの2つの自治都市、ペニョン・デ・アルセマス、ペニョン・デ・ベレス・デ・ラ・ゴメラと共にプラサス・デ・ソベラニアを構成する。

## 歴史
1859年のアフリカ戦争後の1860年にテトゥアンで締結されたワド＝ラス条約（es）により、チャファリナス諸島はスペイン領となった。

## 地理

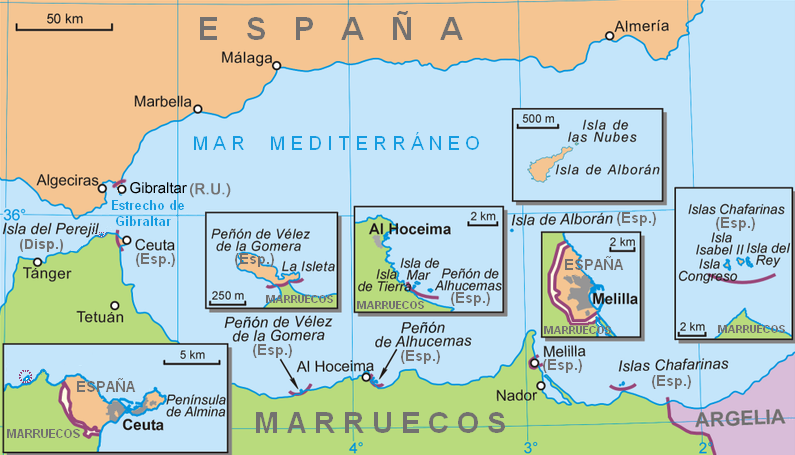
モロッコ付近のスペイン領。チャファリナス諸島は一番東にある。

チャファリナス諸島はアルボラン海の南端に位置し、メリリャの東27海里、モロッコのアグア岬の北にある。島々は水深10mから15mの浅い大陸棚によって大陸から隔てられている。3島とも火山性で、現在人が定住しているのはイサベル2世島のみである。諸島の西端であるコングレソ島が最も面積が大きくそして標高が高い（面積22.5ヘクタール、最高地点137m）。中間にあるイサベル2世島は面積15.9ヘクタール、標高35m、東端のレイ島は面積12.7ヘクタール、標高31mである。コングレソ島では、新石器時代の定住地跡が発見されている。
現在、チャファリナス諸島に民間人の定住人口はない。イサベル2世島にあるスペイン軍駐屯地に30人、そしてスペイン環境省から派遣された専門家のグループが駐在しているにすぎない。

## 自然
チャファリナス諸島は国立自然保護区となっている。世界第2位のアカハシカモメ生息地である（2000組以上のつがいがいる）。その他オニミズナギドリも多く生息する。かつてはスペイン国内で絶滅が危惧されているチチュウカイモンクアザラシ生息地であったが、島のアザラシは死に絶えた。